# 三重県道710号飯南三瀬谷停車場線
三重県道710号飯南三瀬谷停車場線（みえけんどう710ごう いいなんみせだにていしゃじょうせん）は、三重県松阪市から多気郡大台町に至る一般県道である。市郡境にある相津峠で知られる。

## 概要

### 路線データ
- 起点：松阪市飯南町粥見（粥見出鹿交差点）
- 終点：多気郡大台町佐原（三瀬谷駅前）
- 実延長：13.933km
- 路線認定：1959年（昭和34年）1月25日[1]

## 路線状況

### 重複区間
- 三重県道745号片野飯高線：松阪市飯南町向粥見（本郷 - 上相津）
- 三重県道429号佐原勢和松阪線：多気郡大台町佐原

### 交通規制
- 松阪市飯南町向粥見字上相津 - 多気郡大台町佐原の約8.5kmの区間は、時間雨量35mm/h、連続雨量80mmで通行規制となる[2]。

### 相津峠

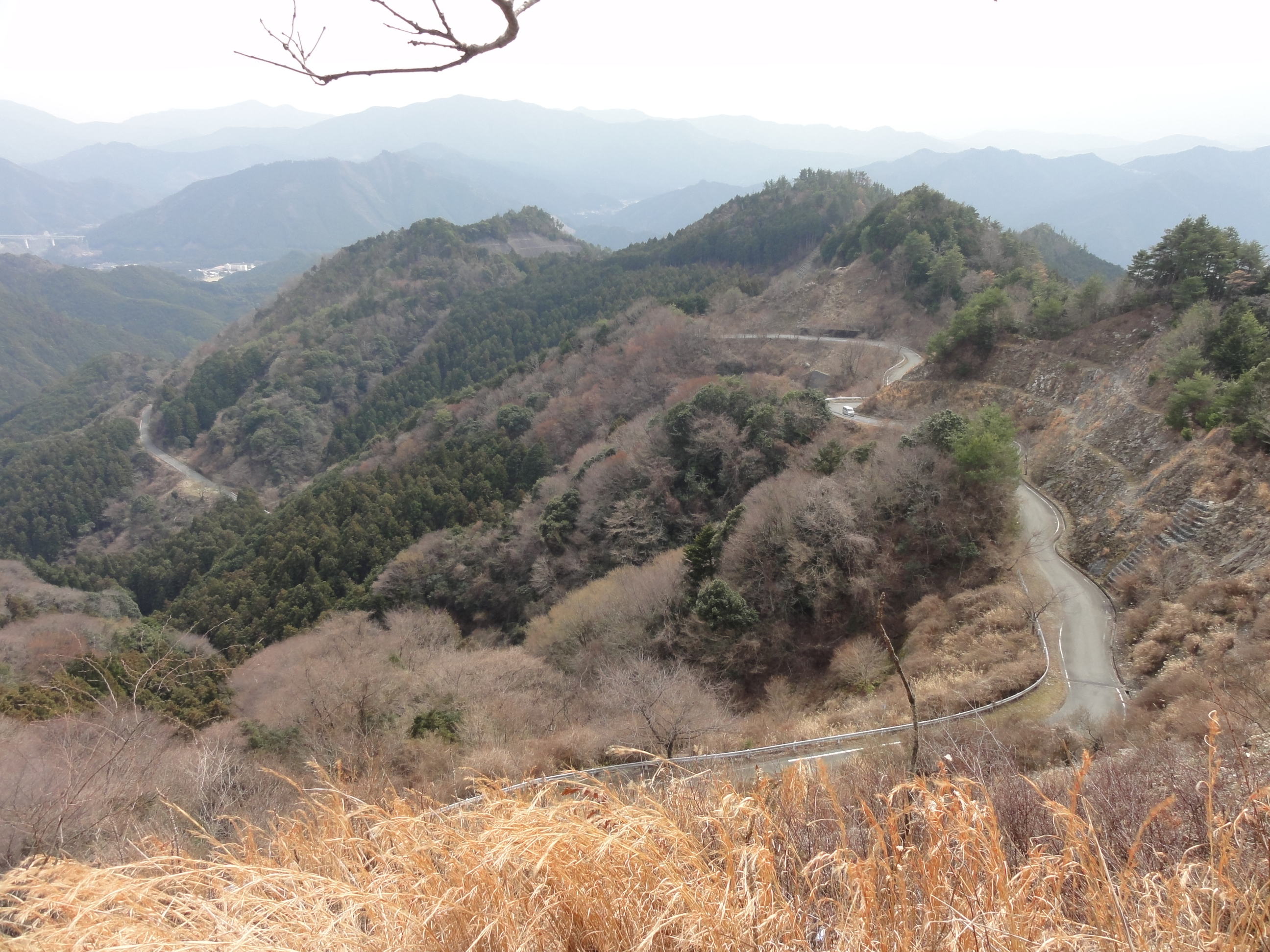
相津峠

相津峠（あいづとうげ）は、松阪市と大台町の境をなす峠であり、三重県道710号の代名詞としても使用される。北緯34度24分52秒 東経136度23分46秒 / 北緯34.41444度 東経136.39611度に位置する。
- 1991年（平成3年）8月30日に路線改良が行われ[3]、走行が容易となった。
- 峠の頂上には感謝の丘という公園が整備され、開通記念碑や東屋（休憩舎）、願い地蔵がある。
  - 大台方面に視界が開け、初日の出[4]や山桜[5]を見ることができる。
- 松阪市側からは比較的登りやすく峠からの眺望が良いため、ツーリングに人気でありブログ等で多く紹介されている。

### 利用状況
生活道路として利用されるほか、ツーリングにも使用される。
- 1964年（昭和39年）3月31日に車両制限令第5条第1項に基づいて、全線が「自動車の交通量がきわめて少ないと認める道路」に指定された[6]。

## 地理

### 通過する自治体
- 三重県
  - 松阪市
  - 多気郡大台町

### 接続する道路
- 国道166号：起点
- 三重県道745号片野飯高線：松阪市飯南町向粥見（本郷、上相津）
- 三重県道429号佐原勢和松阪線：多気郡大台町佐原

### 沿線
- 松阪市役所 飯南地域振興局
- 松阪市立粥見小学校
- 櫛田川
- 相津川
- 相津峠
  - 感謝の丘
- 三瀬谷神社
- 大台町立三瀬谷小学校
- JR紀勢本線 三瀬谷駅

## 参考資料
- 『県別マップル24 三重県道路地図』（昭文社、2009年3版1刷発行、ISBN 978-4-398-62474-1 、67,69ページ）